# Cephalizus nobilis
Cephalizus nobilis é uma espécie de coleóptero da tribo Callichromatini (Cerambycinae), com ocorrência em Camarões e República do Congo.

## Sistemática
- Ordem Coleoptera
  - Subordem Polyphaga
    - Infraordem Cucujiformia
      - Superfamília Chrysomeloidea
        - Família Cerambycidae
          - Subfamília Cerambycinae
            - Tribo Callichromatini
              - Gênero Cephalizus
                - Cephalizus nobilis (Schmidt, 1922)